# Alien (canção)
"Alien" é uma canção da artista musical americana Britney Spears, gravada para o oitavo álbum de estúdio de Spears, Britney Jean (2013). A canção foi escrita pela própria Spears junto de Dan Traynor, Ana Diaz, Anthony Preston e William Orbit, e a produção ficou a cargo dos dois últimos.
"Alien" é uma canção mid-tempo de dance-pop, que, liricamente, discute sobre sentimentos de solidão de Spears. "Alien" recebeu críticas favoráveis dos críticos de música, que apreciam sua produção e reconheceram como sendo a canção mais pessoal do álbum. A faixa atingiu um pico de número 147 no French Singles Chart, e foi apresentada durante os concertos de Britney: Piece of Me.

## Créditos e pessoal
Créditos adaptado do encarte de Britney Jean.
Locais
- Projetado no Guerrilla Studios, Londres.
- Mixado no MixStar Studios, Virginia Beach, Virgínia.

Pessoal
- Ana Diaz - compositor, vocais adicionais
- John Hanes - engenharia de mixagem
- HyGrade - produtor
- Alan O'Connell - engenharia
- William Orbit - compositor, produtor, instrumentos, programação
- Anthony Preston - compositor, produtor vocal
- Britney Spears - vocais principais e vocais de apoio, compositor
- Dan Traynor - compositor
- Alan Tilston - engenharia
- Serban Ghenea - mixagem

## Desempenho nas tabelas musicais
"Alien" estreou no número 147 no French Singles Chart, organizado pelo Syndicat National de l'Édition Phonographique. Para a semana de 26 de julho de 2014, "Alien" estreou no número oito na tabela dos EUA Billboard Bubbling Under Hot 100 Singles.
| Tabela musical (2013)                             | Melhor posição |
| ------------------------------------------------- | -------------- |
| França (SNEP)                                     | 147            |
| Estados Unidos (Billboard Bubbling Under Hot 100) | 8              |